# اچ‌ام‌اس دونداس (اف۴۸)
اچ‌ام‌اس دونداس (اف۴۸) (به انگلیسی: HMS Dundas (F48)) یک کشتی بود که طول آن ۳۱۰ فوت (۹۴ متر) بود. این کشتی در سال ۱۹۵۳ ساخته شد.